# Prosoplus jubatus
Prosoplus jubatus là một loài bọ cánh cứng trong họ Cerambycidae.